# City Plaza
La City Plaza  est un gratte-ciel de 104 mètres de hauteur et de 26 étages construit à Johor Bahru dans le sud de la Malaisie. 